# Peter Medawar
Peter Medawar, född 28 februari 1915 i Petrópolis i delstaten Rio de Janeiro, död 2 oktober 1987 i London, var en brasilianskfödd brittisk immunolog, som tillsammans med Frank Macfarlane Burnet upptäckte att kroppens motståndskraft mot vävnad inte finns hos ett nyfött barn, och tillsammans undersökte de hur det kom att utvecklas. 
Medawars arbete har sedan kommit att bli ledande för att förstå hur kroppen stöter bort vävnad efter en transplantation. Tillsammans med Frank Macfarlane Burnet erhöll han Nobelpriset i fysiologi eller medicin 1960.